# Potamogeton vilnensis
Potamogeton vilnensis är en nateväxtart som beskrevs av Galinis. Potamogeton vilnensis ingår i släktet natar, och familjen nateväxter. Inga underarter finns listade.